# Bettencourt-Rivière
Pour les articles homonymes, voir Bettencourt et Rivière (homonymie).
Bettencourt-Rivière est une commune française située dans le département de la Somme en région Hauts-de-France.

## Géographie

### Localisation
Bettencourt-Rivière est un village picard du Vimeu.
Limitrophe d'Airaines et de Longpré-les-Corps-Saints, la localité est située à 7 km au sud-ouest de Flixecourt, 9 km au sud d'Ailly-le-Haut-Clocher, 16 km au sud-est d'Abbeville et 25 km au nord-ouest d'Amiens, à vol d'oiseau.
Le territoire de la commune est limitrophe de ceux de quatre communes.
Les communes limitrophes sont  Airaines, Condé-Folie, Hangest-sur-Somme et Longpré-les-Corps-Saints.

### Hydrographie

#### Réseau hydrographique
La commune est située dans le bassin Artois-Picardie. Elle est drainée par la rivière d'Airaines et divers autres petits cours d'eau.
L'Airaines, d'une longueur de 13 km, prend sa source dans la commune de Métigny et se jette  dans la Somme canalisée à L'Étoile, après avoir traversé sept communes. Les caractéristiques hydrologiques de l'Airaines sont données par la station hydrologique située sur la commune. Le débit moyen mensuel est de 1,62 m3/s. Le débit moyen journalier maximum est de 2,7 m3/s, atteint lors de la crue du 3 février 2021. Le débit instantané maximal est quant à lui de 3,48 m3/s, atteint le 7 août 2021.

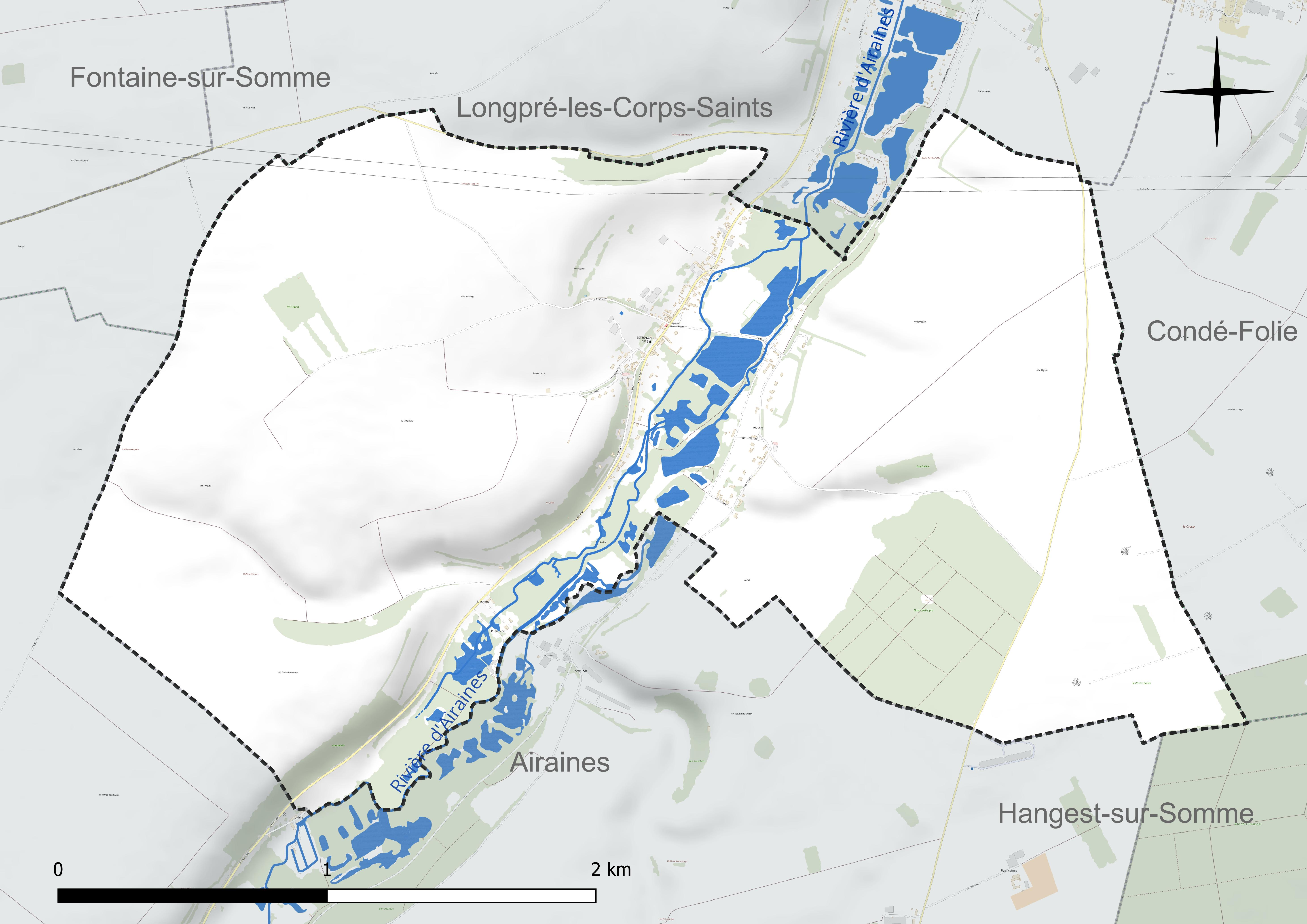
Réseau hydrographique de Bettencourt-Rivière.

#### Gestion et qualité des eaux
Le territoire communal est couvert par le schéma d'aménagement et de gestion des eaux (SAGE) « Somme aval et Cours d'eau côtiers ». Ce document de planification concerne un territoire de 1 835 km2 de superficie, délimité par le bassin versant de la Somme canalisée. Le périmètre a été arrêté le 29 avril 2010 et le SAGE proprement dit a été approuvé le 6 août 2019. La structure porteuse de l'élaboration et de la mise en œuvre est le syndicat mixte d'aménagement hydraulique du bassin versant de la Somme (AMEVA).
La qualité des cours d'eau peut être consultée sur un site dédié géré par les agences de l'eau et l'Agence française pour la biodiversité.

### Climat
Pour des articles plus généraux, voir Climat des Hauts-de-France et Climat de la Somme.
En 2010, le climat de la commune est de type climat océanique altéré, selon une étude du CNRS s'appuyant sur une série de données couvrant la période 1971-2000. En 2020, Météo-France publie une typologie des climats de la France métropolitaine dans laquelle la commune est exposée à un climat océanique et est dans la région climatique Côtes de la Manche orientale, caractérisée par un faible ensoleillement (1 550 h/an) ; forte humidité de l'air (plus de 20 h/jour avec humidité relative > 80 % en hiver), vents forts fréquents.
Pour la période 1971-2000, la température annuelle moyenne est de 10,6 °C, avec une amplitude thermique annuelle de 13,3 °C. Le cumul annuel moyen de précipitations est de 734 mm, avec 11,6 jours de précipitations en janvier et 8,1 jours en juillet. Pour la période 1991-2020, la température moyenne annuelle observée sur la station météorologique la plus proche, située sur la commune d'Abbeville à 16 km à vol d'oiseau, est de 11,0 °C et le cumul annuel moyen de précipitations est de 806,2 mm,. Pour l'avenir, les paramètres climatiques de la commune estimés pour 2050 selon différents scénarios d'émission de gaz à effet de serre sont consultables sur un site dédié publié par Météo-France en novembre 2022.

## Urbanisme

### Typologie
Au 1er janvier 2024, Bettencourt-Rivière est catégorisée commune rurale à habitat dispersé, selon la nouvelle grille communale de densité à sept niveaux définie par l'Insee en 2022.
Elle appartient à l'unité urbaine de Longpré-les-Corps-Saints, une agglomération intra-départementale regroupant trois  communes, dont elle est une commune de la banlieue,,. Par ailleurs la commune fait partie de l'aire d'attraction d'Amiens, dont elle est une commune de la couronne,. Cette aire, qui regroupe 369 communes, est catégorisée dans les aires de 200 000 à moins de 700 000 habitants,.

### Occupation des sols
L'occupation des sols de la commune, telle qu'elle ressort de la base de données européenne d'occupation biophysique des sols Corine Land Cover (CLC), est marquée par l'importance des territoires agricoles (87,3 % en 2018), une proportion identique à celle de 1990 (87,3 %). La répartition détaillée en 2018 est la suivante : 
terres arables (70,8 %), zones agricoles hétérogènes (16,3 %), forêts (9,4 %), eaux continentales (3,2 %), prairies (0,1 %). L'évolution de l'occupation des sols de la commune et de ses infrastructures peut être observée sur les différentes représentations cartographiques du territoire : la carte de Cassini (XVIIIe siècle), la carte d'état-major (1820-1866) et les cartes ou photos aériennes de l'IGN pour la période actuelle (1950 à aujourd'hui).

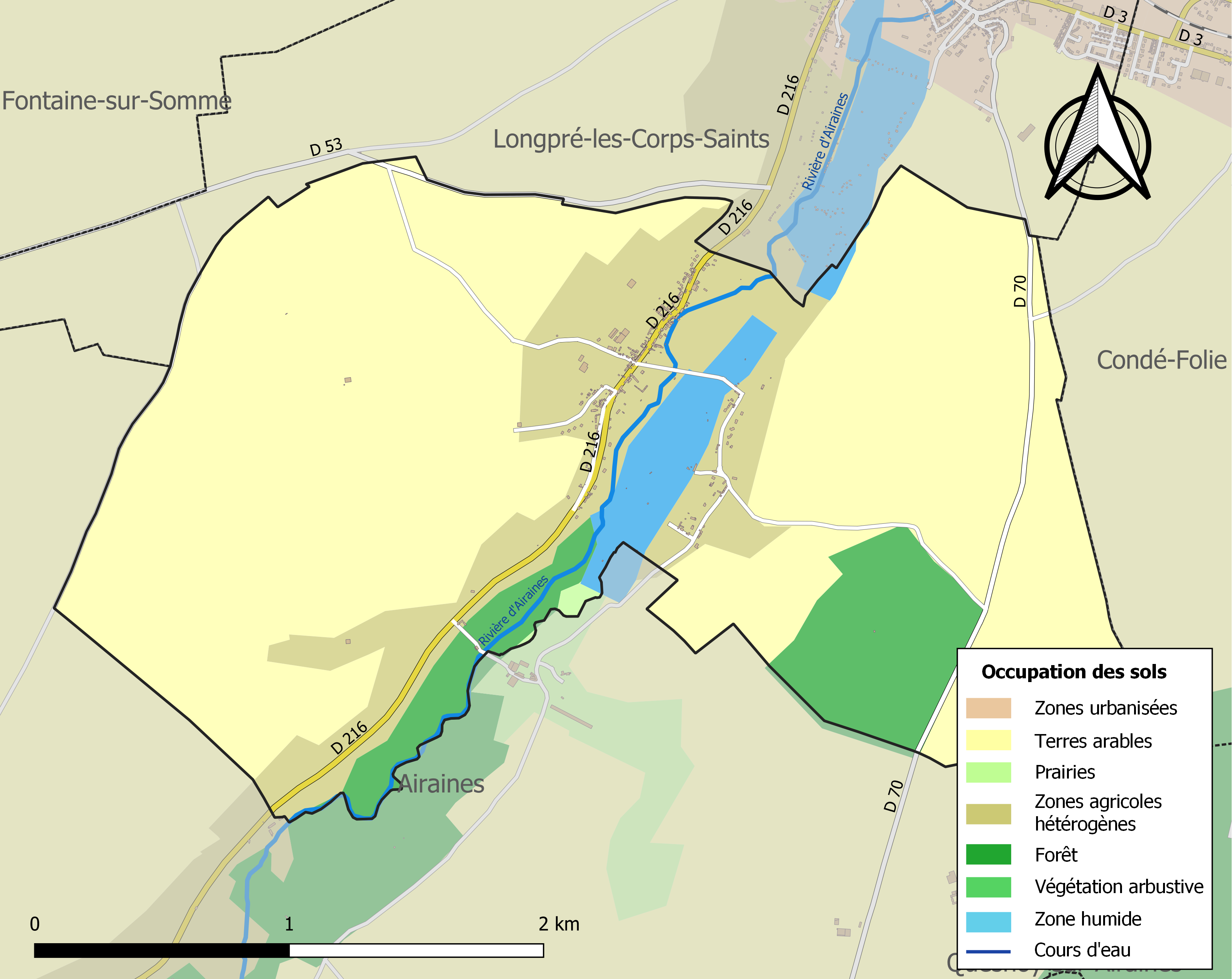
Carte des infrastructures et de l'occupation des sols de la commune en 2018 (CLC).

### Lieux-dits, hameaux et écarts
- Bettencourt est à l'ouest, sur la rive gauche de la rivière Airaines.
- Rivière est à l'est, sur la rive droite de celle-ci.

## Toponymie
Bettencourt est attesté sous les formes Bettonicurtis en 834, Betencort en 1190, Bethencourt-Rivière en 1689.

Sens du toponyme : le domaine (-court) de Betto, nom de personne germanique.
Rivière es une dépendance de Bettencourt attesté sous les formes Rivaria en 1044, Riverii en 1174, Riveriæ en 1178, Ripparia en 1218, Rivières en 1206, Rivières-les-Bettencourt en 1532, Rivière en 1646.

Rivière fait référence à  la rivière l'Airaines, commune aux deux localité.

## Histoire
Adrien De Damiette, écuyer, est seigneur en 1480. Ses héritiers suivront  jusqu'à Pierre de Damiette, en 1710, année de vente à François d'Hollande de Friaucourt, trésorier de France à Amiens. Les De Damiette descendraient de la famille De Domqueur.
Par arrêté préfectoral du 27 décembre 2016, la commune est détachée le 1er janvier 2017 de l'arrondissement d'Amiens pour intégrer l'arrondissement d'Abbeville.

## Politique et administration

### Politique locale
Les élections municipales de mars 2014 ont été annulées par le Tribunal administratif en raison d'irrégularités lors de la tenue du second tour du scrutin. Des élections municipales sont organisées le 14 et éventuellement 21 septembre 2014,.

### Liste des maires
| Période                                  | Période         | Identité            | Étiquette | Qualité                                   |
| ---------------------------------------- | --------------- | ------------------- | --------- | ----------------------------------------- |
| Les données manquantes sont à compléter. |                 |                     |           |                                           |
| avant 1981                               |                 | Jacques Dufételle   |           |                                           |
| Les données manquantes sont à compléter. |                 |                     |           |                                           |
| mars 2001                                | 2008            | René Drouvin        | UMP       |                                           |
| mars 2008                                | 2014            | Hugues Dufételle    |           |                                           |
| 2014                                     | 28 juillet 2021 | Michel Deforceville |           | Réélu pour le mandat 2020-2024 Démission. |
| 28 juillet 2021                          | En cours        | Maryline Deroussent |           |                                           |

## Population et société

### Démographie
L'évolution du nombre d'habitants est connue à travers les recensements de la population effectués dans la commune depuis 1793. Pour les communes de moins de 10 000 habitants, une enquête de recensement portant sur toute la population est réalisée tous les cinq ans, les populations de référence des années intermédiaires étant quant à elles estimées par interpolation ou extrapolation. Pour la commune, le premier recensement exhaustif entrant dans le cadre du nouveau dispositif a été réalisé en 2006.

En 2022, la commune comptait 215 habitants, en évolution de −4,02 % par rapport à 2016 (Somme : −1,26 %, France hors Mayotte : +2,11 %).
| 1793 | 1800 | 1806 | 1821 | 1831 | 1836 | 1841 | 1846 | 1851 |
| ---- | ---- | ---- | ---- | ---- | ---- | ---- | ---- | ---- |
| 319  | 315  | 391  | 419  | 462  | 461  | 460  | 469  | 446  |

| 1856 | 1861 | 1866 | 1872 | 1876 | 1881 | 1886 | 1891 | 1896 |
| ---- | ---- | ---- | ---- | ---- | ---- | ---- | ---- | ---- |
| 427  | 431  | 407  | 382  | 354  | 355  | 316  | 302  | 276  |

| 1901 | 1906 | 1911 | 1921 | 1926 | 1931 | 1936 | 1946 | 1954 |
| ---- | ---- | ---- | ---- | ---- | ---- | ---- | ---- | ---- |
| 267  | 301  | 252  | 241  | 231  | 209  | 214  | 233  | 213  |

| 1962 | 1968 | 1975 | 1982 | 1990 | 1999 | 2006 | 2011 | 2016 |
| ---- | ---- | ---- | ---- | ---- | ---- | ---- | ---- | ---- |
| 200  | 183  | 168  | 161  | 200  | 212  | 222  | 208  | 224  |

| 2021 | 2022 | - | - | - | - | - | - | - |
| ---- | ---- | - | - | - | - | - | - | - |
| 219  | 215  | - | - | - | - | - | - | - |

### Enseignement

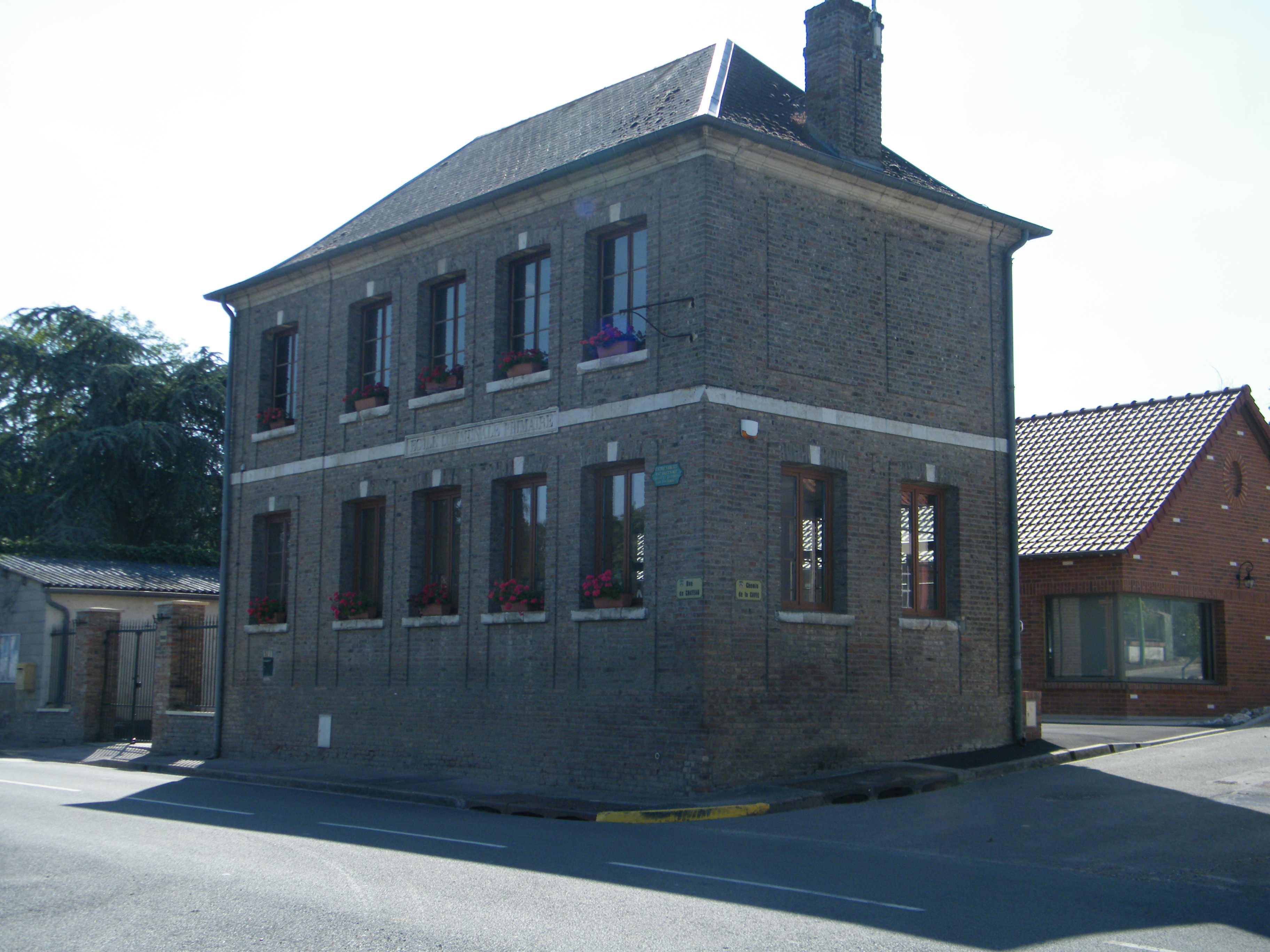
L'école.

L'école est construite en brique devant la mairie.

## Économie
L'agriculture demeure l'activité économique principale.

## Culture locale et patrimoine

### Lieux et monuments

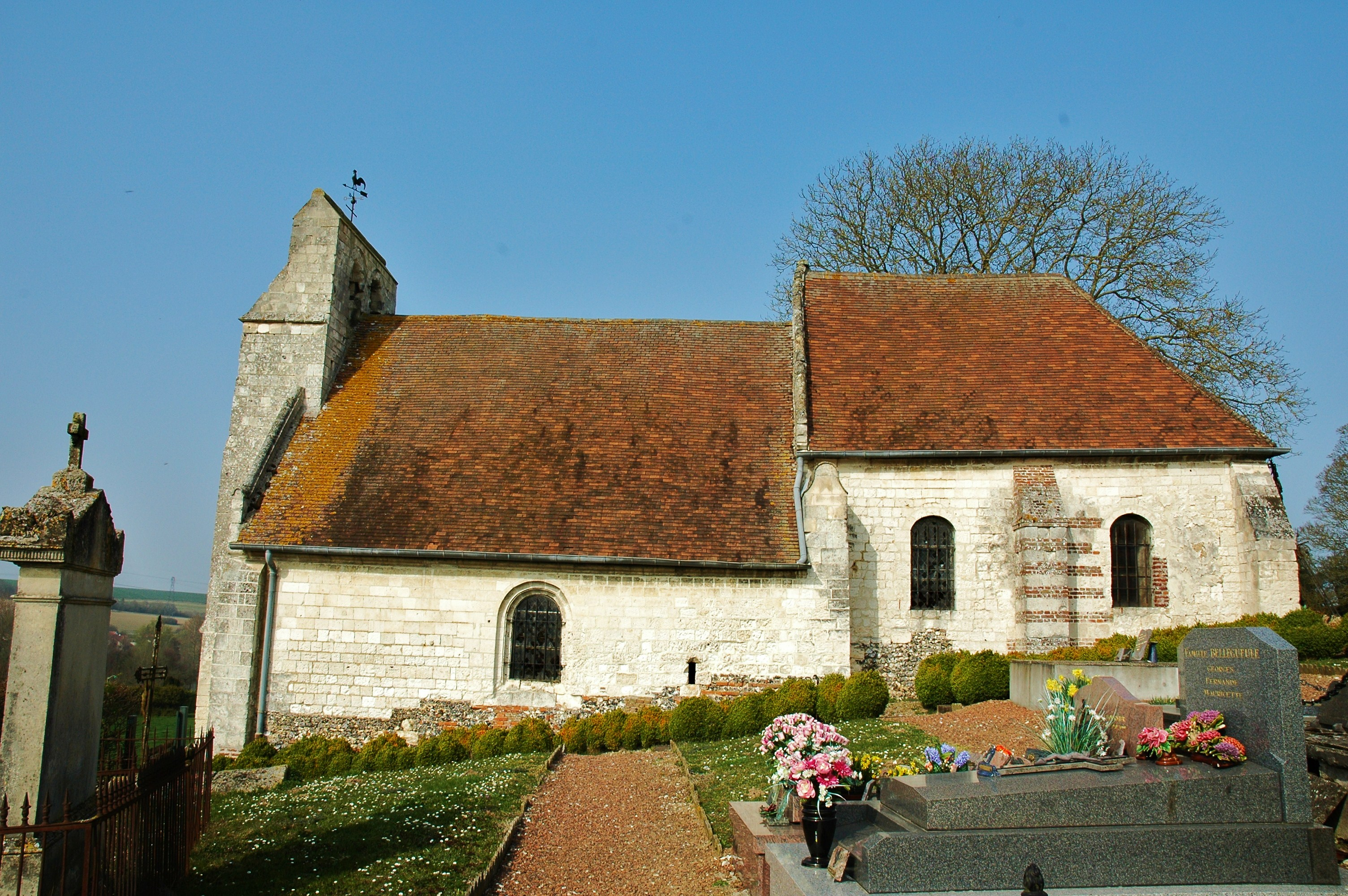
Notre-Dame de Rivière.

- Église Notre-Dame de Rivière, couverte en tuiles.
- Église Saint-Martin de Bettencourt.

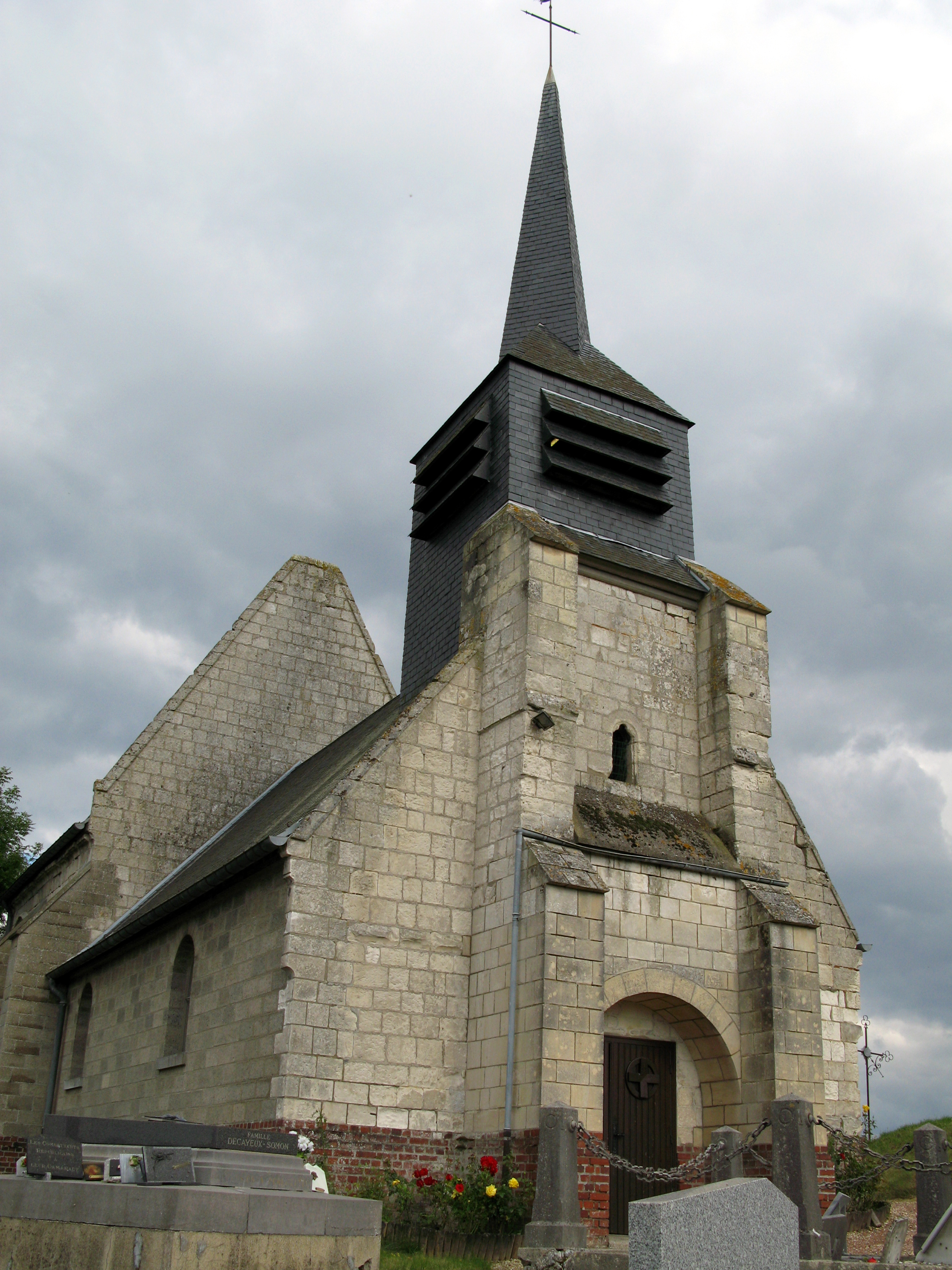
L'église de Bettencourt.

- L'intersection du 50e parallèle nord et du 2e méridien à l'est de Greenwich se trouve sur le territoire de la commune (voir aussi le Degree Confluence Project).
- L'ancienne voie de chemin de fer Longpré-les-Corps-Saints - Gamaches :[35] 
Il s'agit de la ligne Longpré-les-Corps-Saints / Gamaches, à voie unique,qui a été ouverte le 9 mai 1872 et déclassée le 10 novembre 1993 qui desservait : 
Longpré-les-Corps-Saints / Bettencourt-Rivière / Airaines / Allery / Wiry-au-Mont / Forceville / Oisemont / Cerisy-Buleux / Martainneville-Saint-Maxent / Vismes-au-Val / Maisnières /Gamaches et Longroy - Gamaches.
Cette ligne faisait essentiellement du trafic fret en desservant les coopératives mais aussi quelques voyageurs.
L'ancien arrêt se situait au point kilométrique 2,350 depuis la gare de Longpré-Les-Corps-Saints.
De nos jours la ligne n'existe plus.

### Héraldique
| Blason de Bettencourt-Rivière | Blason  | D'argent au chevron de gueules soutenu d'une épée haute du même; au comble de sinople plain. Le blason est adopté en 2011, il est inspiré des armes des De Damiette. |
| Blason de Bettencourt-Rivière | Détails | Le statut officiel du blason reste à déterminer. |

## Pour approfondir